# Wuyang, Anhui
Wuyang (kinesiska: 武阳) är en socken i östra Kina. Den ligger i She härad i staden Huangshan i provinsen Anhui, omkring 260 kilometer sydost om provinshuvudstaden Hefei. Antalet invånare är 8 673. Befolkningen består av 4 368 kvinnor och 4 305 män. Barn under 15 år utgör 13,0 %, vuxna 15-64 år 74 %, och äldre över 65 år 12,0 %.